# DNA Sights 999.9
DNA Sights 999.9 (яп. 火聖旅団ダナサイト999.9 Касэй Рёдан Данасаито 999.9) — полнометражный аниме-фильм. Анимацией занималась студия Madhouse, дистрибьютором фильма выступила компания Toei.

## Сюжет
После падения на Землю метеорита предатели захватывают власть. В развернувшемся хаосе к мальчику по имени Тэцуро Дайба в ярком свете является таинственная женщина, представившаяся Мэлло. Когда Дайба приходит в себя, он обнаруживает, что находится в лазарете на космическом корабле. Он крадет один из истребителей этого корабля, впервые садясь за его руль. Память его ДНК позволяет ему «вспомнить», как управлять таким кораблем.
На Земле его друг-доктор приводит Дайбу в подземную лабораторию сопротивления, чтобы узнать больше. Когда же предатели пытаются отбить его назад, неожиданно появляется девушка по имени Рэй Юки и на истребителе сбивает их корабль-носитель. Она, как и Дайбу, обладает таинственными силами, которыми интересуются их противники, что может быть связано с тем, что они единственные выжившие после взрыва метеора.
Правда, есть ещё третий выживший. Пока Рэй и Дайба его искали, их захватывают силы главы нового режима — королевы Фотон. Она утверждает, что как раз-таки она делает все, чтобы спасти Землю от тех, кто наслал на планету метеорит. Герои не знают, кому верить, но тут в игру вступает третий выживший — кот-телепат, который вытаскивает их из комнат королевы, а явившаяся Мэлло спешит объяснить все.

## Роли озвучивали
- Тэцуро Хосино: Масако Нодзава
- Капитан Харлок: Коити Ямадера
- Рэй Юки: Томо Сакурай
- Свэн: Ёко Асагами
- Ми: Мэгуми Хаясибара
- Фотон: Мами Кояма
- Морики: Рика Мацумото
- Мэро: Юко Минугати
- Профессор Симаока: Итиро Нагай

## Музыка
Закрывающая композиция:
1. ~RA.SE.N.~, исполненная Мэгуми Огата

## Отзывы
В обзоре ANN рецензент указывает, что аниме наполнено всеми возможными клише космической оперы, включая такие, как герой, врезающийся в кого-то, кто явно является лишь голограммой, из-за чего персонаж спотыкается и падает. Также отмечается появление в конце Капитана Харлока и «Аркадии», ничем не обоснованные сюжетно и полностью бессмысленные. В то же время отмечается хорошая анимация и отлично вписанные CG-эффекты.